# Inmigración portuguesa en Brasil
La inmigración portuguesa constituye la mayor masa de extranjeros radicados en Brasil.
Este flujo migratorio tiene lugar desde el siglo XVI y alcanzó su mayor auge a inicios del siglo XX. Puede ser dividido en cuatro fases:

## Inmigración restricta (1500-1700)

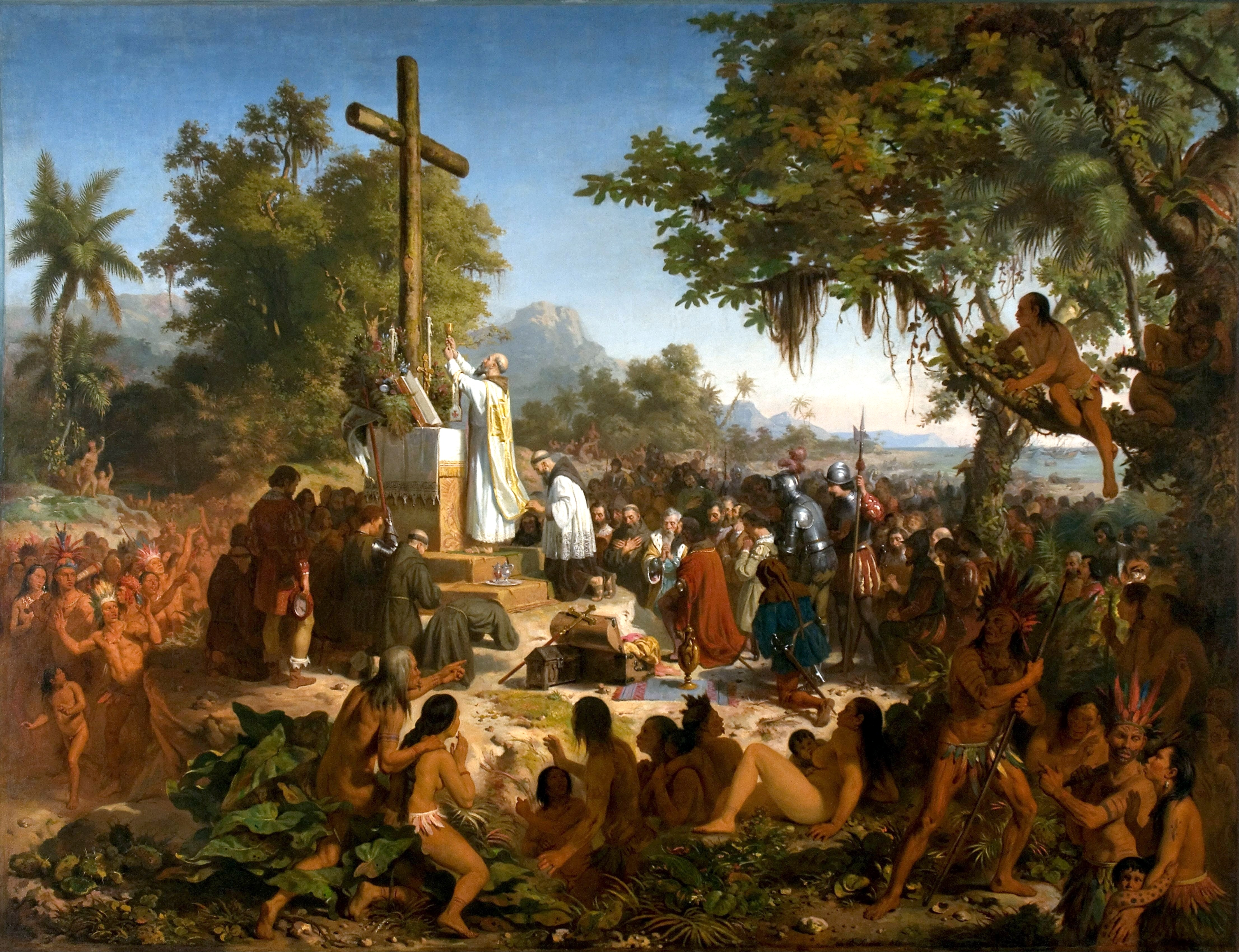
La primera misa realizada en Brasil.

El Brasil fue descubierto por los portugueses el 22 de abril de 1500. Poco después, los primeros colonos comenzaron a establecerse en el territorio, pero, de forma poco significativa. Esos primeros colonos fueron dejados a su propia suerte y acabaron siendo acogidos por los grupos indígenas que vivían en el litoral.
Durante los siglos XVI y XVII, la inmigración portuguesa era insignificante. La Corona Portuguesa prefería invertir en su expansión comercial en Continente Asiático y valorizaba muy poco sus posesiones en América. Sin embargo, durante el siglo XVI, piratas franceses y de otras nacionalidades comenzaron a rondar el territorio brasileño y a traficar el palo brasil dentro de las tierras lusitanas. Esta situación obligó a la Corona Portuguesa a comenzar realmente una Colonización de Brasil. Los primeros grupos de estos verdaderos colonos comenzó a llegar sólo después de 1530. La colonia fue dividida en Capitanías hereditarias y las tierras demarcadas entre los nobles portugueses. Para promover la colonización de estos enormes lotes de tierra, la Corona Portuguesa comenzó a incentivar el viaje de colonos que recibían una cantidad de dinero a ser pago en plazos de tiempo acordados y que estarían destinados a desarrollar la producción.
En este periodo, llegaron a Brasil portugueses de todos los tipos: desde el rico hacendado, pasando por aventureros, prostitutas, huérfanos y empresarios fallidos. El foco de inmigración fue la Región Nordeste de Brasil, ya que las plantaciones de caña de azúcar estaban en pleno desarrollo. Esta inmigración colonizadora fue marcada por la masculinidad de su población: las mujeres portuguesas raramente emigraban, pues en Europa el Brasil poseía una imagen de tierra salvaje y peligrosa, donde apenas los hombres conseguían sobrevivir. en el Nordeste brasileño nació poco después una sociedad azucarera rígida, formada por los colonos portugueses y sus esclavos africanos. Para suprir la falta de mujeres portuguesas, la Corona fue enviando mujeres huérfanas, que en lugar de seguir un camino religioso, irían a Brasil a casarse. Aun así los esfuerzos no fueron suficientes, y las mujeres indígenas y africanas terminaron substituyendo la falta de mujeres portuguesas.
En su mayor parte, de forma discreta, desembarcaron en la colonia judíos, muchos cristianos nuevos y gitanos.

## Inmigración de transición (1700-1850)

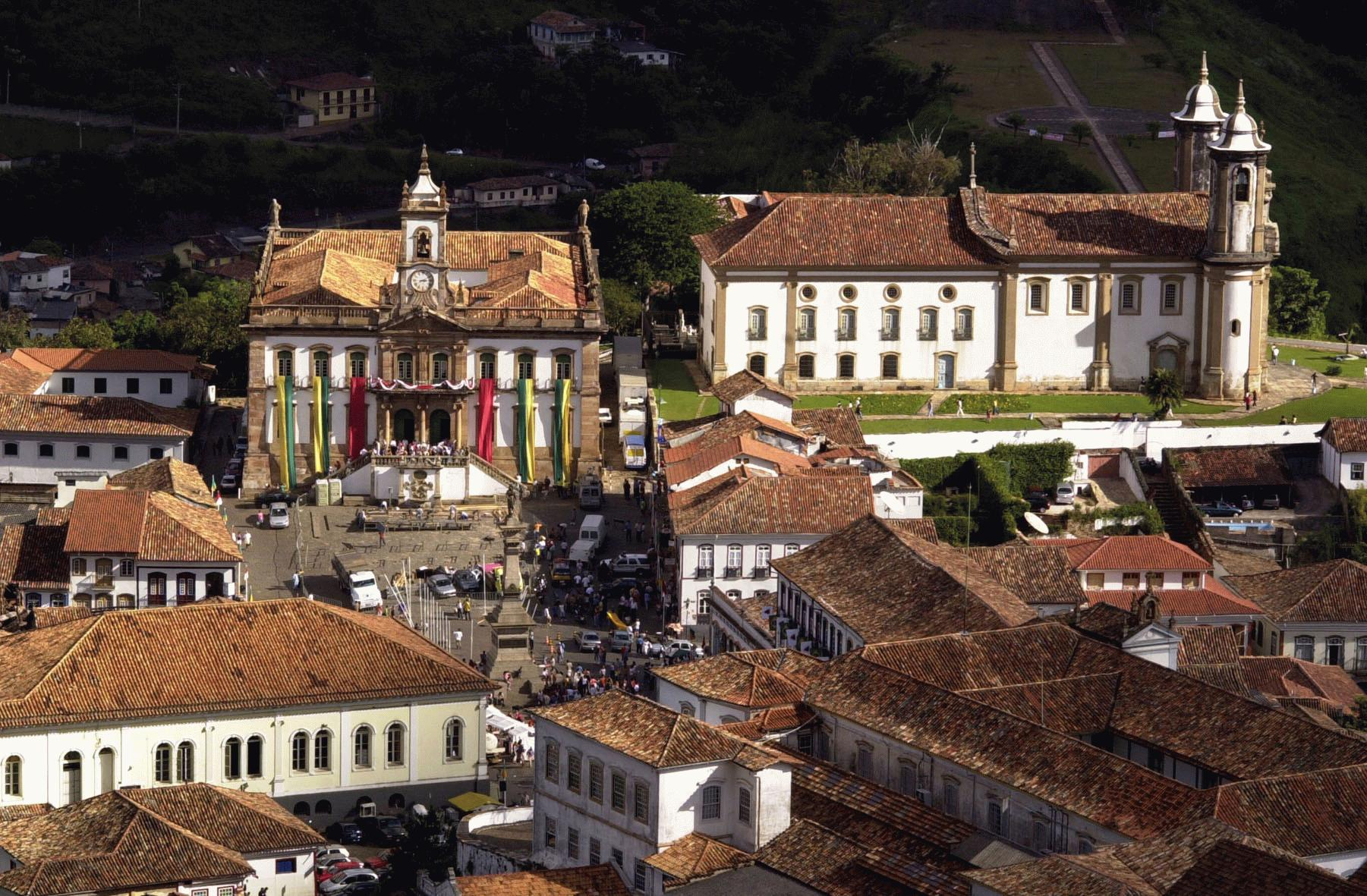
Ouro Preto, principal destino de los flujos de inmigración durante este periodo.

A partir del siglo XVIII, la inmigración portuguesa en Brasil alcanza cifras jamás vistas. En las palabras de Simão Ferreira Machado en "Triunfo Eucarístico", libro publicado en Lisboa en 1734, "mitad de Portugal fue trasplantado a Brasil". Las estimativas giran en torno a 600000 el número de portugueses que inmigraron hacía Brasil en aquel tiempo, uno de los mayores movimientos migratorios de la historia, y seguramente uno de los mayores en el periodo colonial de las Américas. Los factores para ese alto crecimiento fueron: descubierta de oro en Minas Gerais, la super población de Portugal y el gran desarrollo de las técnicas de transporte marítimo. Ya a comienzos del siglo XVIII las minas de oro se habían convertido en la primera fuente económica de la colonia. El desarrollo y la riqueza atrajo un gran contingente de colonos portugueses en busca de riquezas. Es de entonces que surge el minero, aquel colono portugués que se enriqueció gracias al oro.
El salto económico y el consecuente desarrollo urbano acrecentó las ofertas de empleo para portugueses. Antes, los colonos era casi que exclusivamente rurales, dedicados al cultivo de la caña de azúcar, y ahora surgían profesiones necesarias como la de los comerciantes.
En su gran mayoría las personas eran oriundas de Minho, que estaba sobrepoblado. Desde el comienzo, la Corona Portuguesa incentivó la ida de estos portugueses para Brasil, donde se establecieron principalmente en las regiones de Minas Gerais y en la Región Centro-Oeste de Brasil, focos de nuevas minas de oro. Cuando la emigración tomó proporciones altísimas, la Corona comenzó a controlar la salida de portugueses para Brasil. Por la llegada en masas de portugueses, la lengua portuguesa se hizo dominante ya a mediados del siglo XVIII, substituyendo al tupí-guaraní, o lengua general.
Otro factor importante en la inmigración portuguesa en Brasil, durante el siglo XVIII fue la presencia azoriana en la Región Sur de Brasil. Esta colonización azoriana fue durante mucho tiempo el único foco de colonización de poblamiento en el Brasil colonial, ya que en el resto del país llegaban colonos interesados en la búsqueda de enriquecimiento, mientras que los azorianos procuraban una mejor forma de vida. Santa Catarina recibió 4.612 personas en 1748, 1.666 en 1749, 860 en 1750 y 679 en 1753. Otros tantos tomaron rumbo a Río Grande do Sul. Estos colonos portugueses se establecieron a lo largo del litoral, donde fundaron pequeñas villas, viviendo de la producción de trigo y de la pesca.
A comienzos del siglo XIX, huía a Brasil la Familia Real Portuguesa, estableciéndose en Río de Janeiro, en 1808, luego de la invasión de Napoleón. Llegaron a Brasil en aquel año 15 mil nobles y personas de la alta sociedad portuguesa.

## Inmigración en masa (1850-1960)
Con la decadencia de las minas a fines del siglo XVIII, la inmigración portuguesa sufrió un descenso, pero creció nuevamente a inicios del siglo XIX con la llegada de la Monarquía portuguesa. Después de la Independencia de Brasil, en 1822, surgió cierta xenofobia contra los portugueses. Pero con el pasar del tiempo, en lugar de decrecer, la inmigración portuguesa aumentó drásticamente. En gran parte debido al fin del tráfico de esclavos africanos en 1850. Con el fin del tráfico, se inició una falta de mano de obra en Brasil, más necesaria al desarrollarse las plantaciones y el cultivo de café, que demandaba mayor cantidad de trabajadores. El Gobierno brasileño comenzó un proceso de substitución de mano de obra esclava por la de trabajadores asalariados de inmigrantes europeos. 

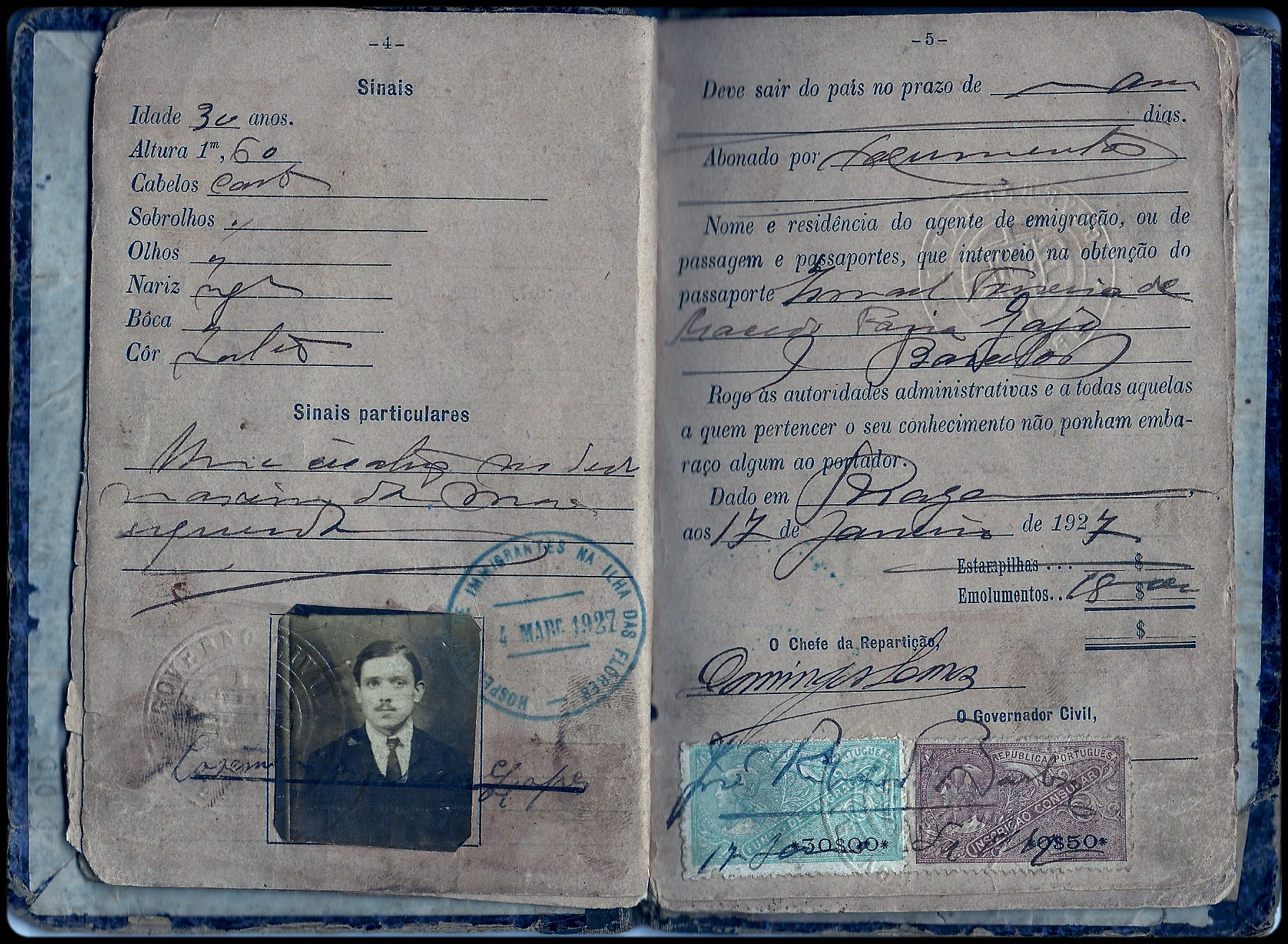
Pasaporte de un inmigrante portugués de 1927.

A partir de la mitad del siglo XIX, la inmigración portuguesa en Brasil toma un carácter casi exclusivamente urbano, al contrario de otros emigrantes alemanes e italianos que eran mandados a trabajar en la agricultura. Los principales destinos de estos portugueses eran las ciudades de Río de Janeiro y São Paulo. Una expresiva parte de esta población era originaria de regiones interiores del norte de Portugal, notadamente de Beira Alta y de Alto Tras-Os-Montes y eran, en su mayoría, extremamente pobres, llegados a Brasil en familia, con gran número de mujeres y niños. Al llegar a Brasil, buscaban parientes o se instalaban en pequeños cortizos. Casi todos se dedicaban al comercio: pequeñas ventas y panaderías, llegando al punto de dominar estas dos actividades en varias regiones de Brasil. Otros, se volvieron operadores de las nacientes industrias brasileñas.

## Inmigración en declive (1960-2000)
A partir de la década de 1930 no solo la inmigración portuguesa en Brasil comenzó a decaer, sino todas en manera general, ya que Brasil no necesitaba más de inmigrantes que abrazaran la agricultura y la industria, con nacionales que conseguían suplir las demandas. En esta época, el presidente Getúlio Vargas creó una ley que controlaba la entrada de inmigrantes a Brasil, sin embargo fueron excluidos de esta ley sólo los portugueses. Durante las varias décadas que duró el salazarismo otra importante masa de portugueses llegó a Brasil para establecerse, emigración que duró hasta mediados de la década de 1960. Desde entonces los portugueses comenzaron a interesarse menos en cruzar el Atlántico dirigiéndose a otros países europeos como Francia. De tal modo, la secular inmigración portuguesa a Brasil se hizo pequeña.

## La inmigración portuguesa en números
| Inmigración portuguesa para Brasil (1500-1991) Fuente: Instituto Brasileño de Geografía y Estadística (IBGE) |                       |  |
| Décadas | Número de inmigrantes |  |
| 1500-1700 | 100.000               |  |
| 1701-1760 | 600.000               |  |
| 1808-1817 | 24.000                |  |
| 1827-1829 | 2.004                 |  |
| 1837-1841 | 629                   |  |
| 1856-1857 | 160.1080              |  |
| 1881-1900 | 316.204               |  |
| 1901-1930 | 754.147               |  |
| 1931-1950 | 148.699               |  |
| 1951-1960 | 235.635               |  |
| 1961-1967 | 54.767                |  |
| 1981-1991 | 4.605                 |  |

## Identidad Luso-Brasileña
Los portugueses constituyeron la población más significativa en la creación de Brasil. No obstante, la proximidad entre ambas culturas hizo fácil la integración de portugueses en Brasil. Sumando a ello el corte, a nivel cultural que supuso la Independencia de Brasil (la cultura portuguesa sería minimizada en pró del nacimiento y desarrollo de una identidad cultural brasileña), muchos descendientes de portugueses en Brasil, o luso-brasileños no tienen o no querían tener un gran contacto con la cultura portuguesa, al contrario de lo que sucede con otros grupos como los nipo-brasileños o germanobrasileños, que sienten aun un nexo muy fuerte con su nación de origen.
Algunas estadísticas indican que 35 millones de brasileños descienden de portugueses llegados a Brasil después de 1850. El número de luso-descendientes será significativamente mayor, si se considera el número de brasileños que tendrían ascendencia de portugueses llegados antes de 1850.
Viven en Brasil aproximadamente 500.000 personas con nacionalidad portuguesa. Esta población emigró a Brasil, en su mayoría, entre 1930 y 1960. Hoy en día se nota un aumento significativo de portugueses que compran propiedades en Brasil, sobre todo en el Nordeste. Estos portugueses se dedican fundamentalmente al turismo, fenómeno extremamente reciente.

## Otros artículos
- Inmigración alemana en Brasil
- Inmigración italiana en Brasil
- Inmigración española en Brasil
- Inmigración japonesa en Brasil
- Inmigración polaca en Brasil
- Inmigración ucraniana en Brasil
- Inmigración suiza en Brasil
- Inmigración neerlandesa en Brasil